# Trận Đồng Quan (756)
Trận Đồng Quan 756 (chữ Hán: 潼關之戰 Đồng Quan chi chiến) là trận chiến giữa quân đội nhà Đường và quân Đại Yên – tức lực lượng nổi dậy của tướng An Lộc Sơn. Trận này là một phần của loạn An Sử trong lịch sử Trung Quốc dưới triều nhà Đường. Trận đánh khiến lực lượng phòng thủ kinh thành Trường An của nhà Đường bị tiêu diệt và quân nổi dậy chiếm được kinh thành.

## Hoàn cảnh
Tháng 11 (ÂL) năm 755, Tiết độ sứ Phạm Dương nhà Đường là An Lộc Sơn nổi dậy chống nhà Đường. Nhà Đường không có biện pháp chuẩn bị trước nên An Lộc Sơn nhanh chóng đánh chiếm hầu hết đất đai Hà Bắc và tiến vào đông đô Lạc Dương.
Tháng giêng (ÂL) năm sau (756), An Lộc Sơn tự xưng là Đại Yên hoàng đế, sai An Khánh Tự làm tiên phong cùng Thôi Càn Hựu mang quân đi đánh Đồng Quan - cửa ngõ kinh thành Trường An. Lộc Sơn giao cho Sử Tư Minh lo việc đánh dẹp các thành trì còn chưa chiếm được ở Hà Bắc và phòng giữ căn cứ Phạm Dương.
Kinh thành Trường An của nhà Đường bị uy hiếp.

## Diễn biến

### Kha Thư Hàn cố thủ
Đồng Quan vốn do Phó nguyên soái Cao Tiên Chi cùng Phong Thường Thanh trấn giữ, nhưng Đường Huyền Tông theo lời gièm pha của hoạn quan Biên Lệnh Thành đã chém hai tướng và sai tướng người Hồ là Kha Thư Hàn đang ốm ra trấn thủ Đồng Quan. Kha Thư Hàn được phong làm Nguyên soái quân tiên phong, đi cùng các tướng Điền Lương Khâu làm Trung thừa ngự sử kiêm Tư mã hành quân, các phó tướng là Vương Ân Lễ, Lý Vũ Định, Hỗn Ngọc, Khiết Tất Ninh mang tổng cộng trên 20 vạn quân ra Hà Lũng.
Biết nhuệ khí quân Yên đang hăng hái, Kha Thư Hàn án binh cố thủ không đánh. Ông sai sứ đi liên hệ với Tiết độ sứ vùng Sơn Tây để nắm tình hình quân Yên. Ông dâng thư về triều đề nghị Đường Huyền Tông cho cố thủ chờ thời:
| “ | An Lộc Sơn tuy chiếm được Hà Sóc, nhưng không được lòng dân, xin cho phép tôi cố thủ ở Đồng Quan, đợi khi quân phản tiến lên mà lòng dân không theo thì ra quân tiêu diệt chúng, vừa có thể không làm tổn hại lực lượng bên mình vừa tiêu diệt được hết bọn quân phản. | ” |

An Khánh Tự và Thôi Càn Hựu muốn giao chiến không được.
Trong lúc hai bên đang giằng co nhiều tháng kể từ cuối năm 755 thì sang đầu năm 756, các tướng nhà Đường là Quách Tử Nghi và Lý Quang Bật ra quân giành lại được 2 quận Vân Trung và Mã Ấp. Sau đó hai tướng thắng mãnh tướng Đại Yên là Sử Tư Minh một trận lớn ở Gia Sơn.
Trận Gia Sơn đẩy quân Yên vào thế nguy khốn. Cánh quân Yên của An Lộc Sơn đang đánh Đồng Quan bị mắc kẹt không tiến lên được, phía sau thì Quách Tử Nghi và Lý Quang Bật vây bọc. Cùng lúc, nhiều tướng Yên đầu hàng nhà Đường, các trinh thám đi đưa thư cũng đều bị quân Đường bắt được. An Lộc Sơn chán nản định bàn cách bỏ Lạc Dương rút về căn cứ Phạm Dương và Bình Lư. Ông tỏ ra ân hận vì đã dấy binh theo đề nghị của các thủ hạ, trách mắng thậm tệ Nghiêm Trang và Cao Thượng.

### Hậu phương nhà Đường
Cùng lúc đó trong triều nhà Đường tiếp tục phát sinh mâu thuẫn mới. Tại Trường An và xung quanh kinh thành nổ ra dư luận trong các tướng lĩnh quy trách nhiệm cho Thừa tướng ngoại thích Dương Quốc Trung lộng hành và kích động ra cuộc phản loạn của An Lộc Sơn. Tại Đồng Quan, tướng Vương Tư Lễ khuyên Kha Thư Hàn cử phó tướng tiếp tục cố thủ tại mặt trận, còn Kha Thư Hàn nên mang quân về kinh thanh trừng Dương Quốc Trung. Kha Thư Hàn tuy chưa hành động theo nhưng có ý tán thành, vì thời cơ chưa thuận lợi nên chưa thực hiện việc xử lý nội bộ.
Cùng lúc trong triều, thủ hạ của Dương Quốc Trung cũng cảnh báo ông về nguy cơ Kha Thư Hàn mang đại quân về đối phó với ông. Dương Quốc Trung lo sợ, bèn tâu với Đường Huyền Tông nên mộ thêm binh lính phòng thủ cho hậu phương kinh thành vì quân lính đã giao hết cho Kha Thư Hàn ở Đồng Quan. Huyền Tông nghe theo, Dương Quốc Trung bèn sai Lý Phúc và Lưu Quang Đình đi mộ 1 vạn quân, cho thủ hạ tin cậy là Đỗ Càn Vận tiếp quản, ra đóng ở Bá Thượng. Đội quân này tuy mang tiếng là bảo vệ kinh thành nhưng thực ra là bảo vệ Dương Quốc Trung khỏi sự thanh trừng của các tướng sĩ không cùng phe phái.
Kha Thư Hàn ở Đồng Quan nghe tin, biết rõ Dương Quốc Trung có ý đề phòng mình, bèn lấy lý do vì mặt trận chống Yên, đề nghị Huyền Tông điều động quân của Đỗ Cát Vận từ Bá Thượng tới nhập vào quân dưới quyền mình. Lấy quân của Cát Vận xong, Kha Thư Hàn lại triệu tập Cát Vận đến Đồng Quan và giết chết. Dương Quốc Trung nghe tin Cát Vận bị giết bàng hoàng lo sợ rằng Thư Hàn sẽ về kinh, còn Kha Thư Hàn cũng lo lắng không yên vì sợ Quốc Trung sẽ tiếp tục đối phó mình. Những bệnh cũ của Kha Thư Hàn, vì lo lắng nên càng tái phát khiến ông ốm nặng không thể điều hành việc quân, ủy thác cho Tư mã hành quân Điền Lương Khâu. Lương Khâu không dám tự mình quyết định, lại giao việc quân xuống cho các Phó tướng là Vương Tư Lễ quản lý kỵ binh, Lý Thừa Quang quản lý bộ binh. Hai tướng tranh quyền đoạt lợi, mệnh lệnh không thống nhất, các quân sĩ không còn ý chí chiến đấu.

### Quyết sách của Đường Huyền Tông
Ngoài Quách Tử Nghi và Lý Quang Bật ở Hà Bắc kiến nghị Đường Huyền Tông cố thủ giữ chân An Lộc Sơn ở Đồng Quan để hai tướng phát động tấn công ở Hà Bắc, bản thân Kha Thư Hàn cũng tiếp tục chủ trương này như ông từng báo cáo về triều.
Tướng Yên là Thôi Càn Hựu cũng không thể phát động tấn công, chỉ hằng ngày luyện quân ở ngoài chờ cơ hội.
Tuy nhiên, có người báo về kinh rằng quân Yên ở Đồng Quan không đầy 4000 người, toàn quân già yếu. Dương Quốc Trung cũng tâu Huyền Tông nên thúc quân Kha Thư Hàn ra trận, ngoài mặt là để giành thắng lợi quyết định trước quân Yên, còn trên thực tế là bằng mọi cách tránh mũi dùi của Kha Thư Hàn chĩa vào mình và chuyển nó về phía quân Yên. Đường Huyền Tông nóng lòng muốn thắng lợi, ép Kha Thư Hàn xuất kích từ Đồng Quan ra đánh quân Yên, tấn công Thiểm châu, Lạc Dương..
Kha Thư Hàn kiên trì dâng thư về kinh, cảnh báo rằng An Lộc Sơn đã có phòng bị, không thể đánh; và quân già yếu chỉ là nghi binh để lừa dụ quân Đường. Cùng lúc đó Quách Tử Nghi và Lý Quang Bật cũng dâng biểu về xin cố thủ ở Đồng Quan, không nên xuất quân.
Nhưng Dương Quốc Trung trước sau sợ Kha Thư Hàn nếu không tiến quân ra đánh Yên thì sẽ quay về tiêu diệt mình, nên ngày đêm gièm pha, xúi giục Đường Huyền Tông thúc ép Kha Thư Hàn ra quân. Huyền Tông nghe lời Quốc Trung, nhất quyết bắt Thư Hàn xuất kích. Quyết sách đó của Đường Huyền Tông được các sử gia đánh giá là sai lầm trí mạng khiến nhà Đường đánh mất cơ hội xoay chuyển cục diện cuộc chiến một cách nhanh chóng.

### Giao tranh
Ngày 4 tháng 6 (ÂL) năm 756, Kha Thư Hàn không thể chống lệnh, đành gạt nước mắt mang quân ra đánh. Thôi Càn Hựu vốn đã mang quân trấn giữ hết các nơi hiểm yếu, chỉ để vài ngàn người ra trận. Kha Thư Hàn và Điền Lương Khâu trước khi ra quân đã lên thuyền đi quan sát thế trận quân Yên, trông thấy quân Yên ít nên cũng yên tâm xuất chiến.
Quân Đường xuất kích, có ý coi thường quân Yên yếu ớt, phía quân Yên tướng Thôi Càn Hựu cũng cuốn cờ im trống có vẻ muốn bỏ chạy.
Đại quân Kha Thư Hàn càng yên tâm vào trận. Khi quân Đường lọt vào trận địa, bất ngờ rơi vào phục kích của Thôi Càn Hựu. Quân Yên vùng dậy từ nơi ẩn náu quăng đá tới tấp xuống quân Đường. Quân Đường bị mắc trong chỗ chật hẹp không dùng vũ khí được, bị sát thương rất nhiều.
Kha Thư Hàn định dừng xe ngựa, lấy vải buộc trùm đầu ngựa để ngựa không nhìn thấy nguy hiểm nữa, nhân đó sẽ thúc ngựa tiến lên đánh giết. Nhưng đúng lúc đó quân Yên lại nhân chiều gió thổi mạnh, đốt mấy chục xe cỏ khô cho gió thổi khói xuống. Quân Đường bị khói mù mịt không quan sát được. Quân Yên nhân lúc quân Đường lúng túng xông tới xô xát giết vài người rồi lại rút lui khiến quân Đường không trông rõ, tưởng quân Yên ở gần nên dùng cung tên bắn loạn xạ, tự sát thương lẫn nhau khá nhiều.
Quân Yên thừa cơ xông vào tới chém giết. Nhiều người trong quân Đường chen lấn xô xát nhau, bị rơi xuống sông Hoàng Hà. Đội quân phía sau thấy quân phía trước bị thua nặng, xô nhau chạy hỗn loạn, bị chết hàng vạn người. Bị quân Yên truy kích, một số quân sĩ buộc binh khí lại làm bè, dùng thương làm mái chèo, lội qua sông Hoàng Hà thoát thân.
Kha Thư Hàn mang vài trăm quân chạy thoát đến Tây Tật, vượt sông Hoàng Hà đến trạm Quan Tây, thu nhặt tàn quân, định chiếm lại Đồng Quan. Nhưng bộ tướng người Phiên là Hỏa Bạt Quy Nhân đã phản Đường hàng Yên, mang hơn 100 kỵ binh vây bọc Kha Thư Hàn lại, rồi trói ông lên mình ngựa đưa đến chỗ An Lộc Sơn.

## Nguyên nhân và hậu quả

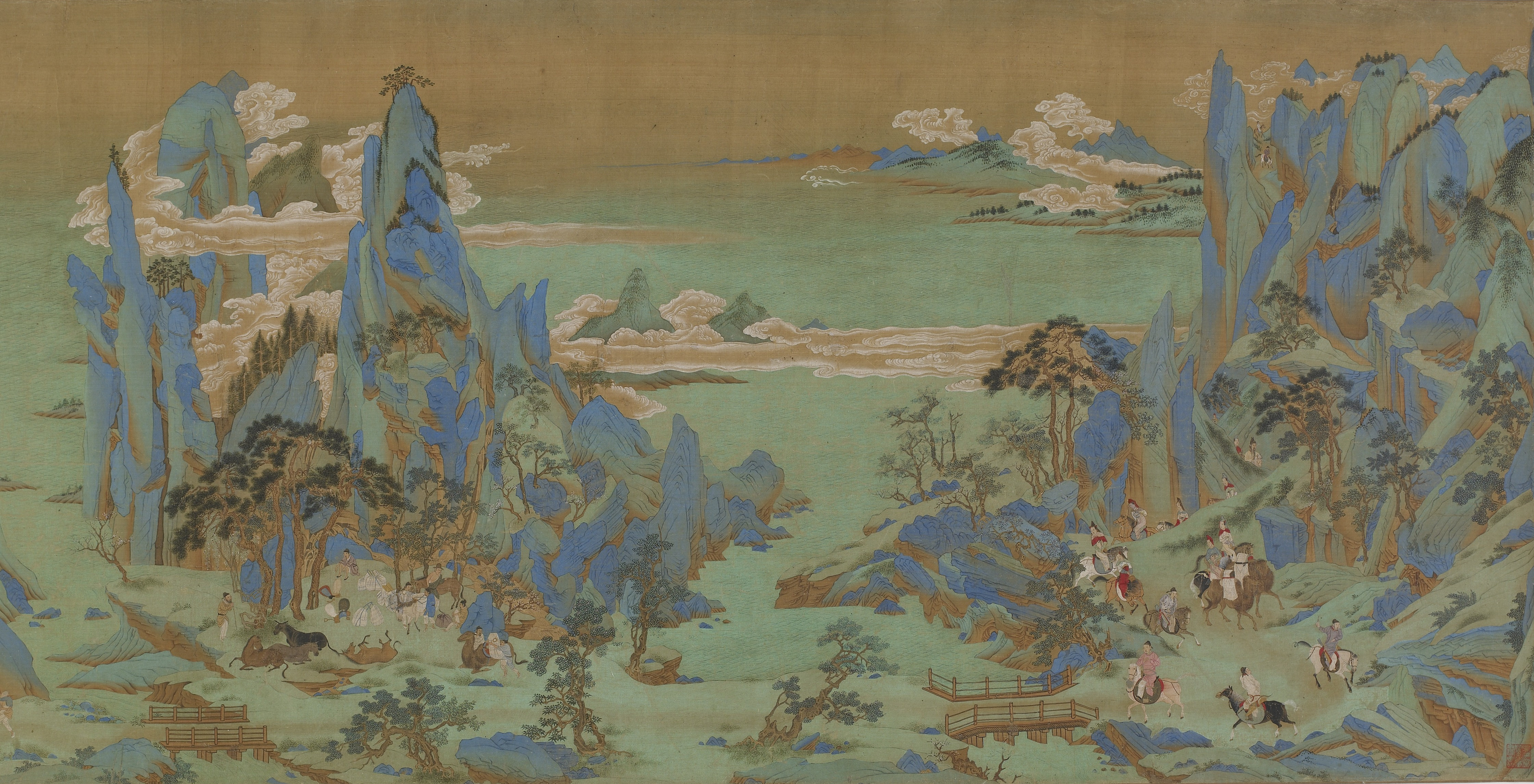
Vua Đường Huyền Tông chạy từ Trường An vào đất Thục

Kết quả trận Đồng Quan, gần như toàn bộ 20 vạn quân Đường bị tiêu diệt, số quân thoát về bờ bắc chỉ còn hơn 8.000 người. Quân Yên thắng lớn, ngày 8 tháng 6 (ÂL) năm 756 tiến vào chiếm Đồng Quan.
Kha Thư Hàn bị bắt đến chỗ An Lộc Sơn đã quy hàng. Quân Yên thừa thắng ở Đồng Quan, ồ ạt tiến vào kinh thành Trường An. Đường Huyền Tông mang theo vợ yêu Dương Quý Phi, thừa tướng Dương Quốc Trung và văn võ bá quan hốt hoảng bỏ chạy về phía tây vào đất Thục.
Thất bại Đồng Quan đẩy quân Đường vào tình trạng hỗn loạn. Khi xa giá Đường Huyền Tông đi đến gò Mã Ngôi, các tướng sĩ oán hận anh em Dương Quốc Trung và Dương Quý phi nên nổi loạn giết Quốc Trung và ép Huyền Tông xử tử Quý phi, nếu không sẽ không hộ giá nữa. Huyền Tông đành mang Dương Quý phi thắt cổ ở Mã Ngôi.
Thái tử Lý Hanh trên đường chạy theo vua cha Huyền Tông, bị nhân dân giữ lại nên đoàn của thái tử phải chuyển hướng chạy sang núi Linh Vũ. Được sự ủng hộ của các đại thần đi theo, tháng 7 (ÂL) năm 756, Thái tử Lý Hanh bèn tự lên ngôi ở Linh Vũ, tức là Hoàng đế Đường Túc Tông, vọng tôn Huyền Tông làm Thái thượng hoàng. Đường Túc Tông triệu tập các tướng sĩ về hộ giá để chống quân Yên. Từ đó quân Đường bắt đầu được tổ chức lại dưới quyền Đường Túc Tông.
Thất bại Đồng Quan khiến Nhà Đường bỏ mất cơ hội sớm dẹp được loạn An Sử khi diễn biến ở mặt trận Hà Bắc đang thuận lợi. Kha Thư Hàn ngoài mặt trận vẫn tiếp tục tranh chấp với Dương Quốc Trung trong triều, còn Hoàng đế Đường Huyền Tông nóng lòng thắng trận đã ra quyết định sai lầm. Điều đó tạo điều kiện cho Đại Yên đang từ chỗ nguy kịch lại có cơ hội phát triển tới cực thịnh: bao gồm cả Hà Bắc, một phần Hà Nam và vùng Quan Trung.